# Буревестник (Итуруп)
Буреве́стник — село, расположенное на острове Итуруп в 56 км от Курильска. Согласно административно-территориальному делению России входит в Курильский городской округ Сахалинской области России.

## География
Находится на берегу Тихого океана. На побережье залива Касатка. Ближайшее соседнее село — Горное на западе, выше по течению реки Хвойной.

## История
До 1945 года принадлежало японскому губернаторству Хоккайдо и называлось Тэннэй (яп. 天寧) либо Тэйнэй. После присоединения Курильских островов к СССР село было переименовано — по близлежащему мысу и горе (предлагался также вариант «Зоркий пост»).

## Население
| 2002 | 2010 | 2021 |
| ---- | ---- | ---- |
| 188  | ↘53  | ↘30  |

По переписи 2002 года население — 188 человек (138 мужчин, 50 женщин). Преобладающая национальность — русские (85 %).

## Экономика
В селе находится аэропорт «Буревестник».

## Известные люди, связанные с селом
В 1953 году в посёлке родился российский автор-исполнитель городского романса Александр Новиков.
В 1948 году в Буревестнике родился российский детский писатель Борис Вайнер.